# Orbellia hiemalis
Orbellia hiemalis – gatunek muchówki z rodziny błotniszkowatych i podrodziny Helomyzinae.
Gatunek ten opisany został w 1862 roku przez F. Hermanna Loewa jako Crymobia hiemalis.
Muchówka o ciele długości od 3 do 5 mm i długich skrzydłach. Policzki ma poniżej oczu pozbawione szczecinek. Głaszczki ubarwione są czarno. W chetotaksji tułowia dwie szczecinki śródplecowe leżą przed szwem poprzecznym. Przedpiersie jest nagie. Środkowa para odnóży ma na brzusznej stronie goleni ostrogi.
Owad znany z Niemiec, Austrii, Polski, Czech, Słowacji, Węgier i środkowoeuropejskiej części Rosji.